# Presa borbònica de Mallorca
La presa borbònica de Mallorca va ser l'últim episodi de la Guerra de Successió Espanyola. Va tenir lloc el 2 de juliol de 1715 quan l'illa de Mallorca — l'últim reducte de la resistència austriacista que donava suport a Carles VI del Sacre Imperi Romanogermànic en les seves pretensions a ocupar el tron de la Monarquia Hispànica — va capitular davant l'arribada d'una flota borbònica, deu mesos després de la caiguda de Barcelona en poder de Felip V d'Espanya. A continuació va ser ocupada Eivissa, però no l'illa de Menorca, ja que segons l'estipulat en el Tractat d'Utrecht va passar a sobirania de la Gran Bretanya, sota la qual romandria gairebé sense interrupció fins al 1802 (Tractat d'Amiens).

## La capitulació de Mallorca
Una vegada produïda la caiguda de Barcelona al setembre de 1714, l'últim reducte austriacista era el Regne de Mallorca que des de 1706, com la resta dels estats de la Corona d'Aragó, s'havia alineat amb l'Arxiduc Carles, qui a la fi de 1711 havia estat proclamat emperador del Sacre Imperi Romanogermànic. Durant els mesos següents Mallorca i Eivissa —Menorca segons el Tractat d'Utrecht havia passat a sobirania britànica— van estar governades pel virrei nomenat per Carles VI, el marquès de Rubí, que comptava amb el suport de forces imperials i amb la presència d'alguns catalans que s'havien refugiat allí a causa de la derrota dels austriacistes del Principat de Catalunya.
Segons va informar el general britànic comte de Peterborough els mallorquins van demanar la protecció del rei de la Gran Bretanya «no podent assumir de cap manera sofrir l'esclavitud dels espanyols i considerant-se sempre com a súbdits de l'emperador». Per la seva banda l'enviat britànic Matthew Prior va comunicar al govern francès que era una «rondalla sense cap fonament» que Jordi I hagués «ofert als mallorquins lliurar-se a Anglaterra» o que «els acolliria en cas que decidissin lliurar-se».
Al maig de 1715, quan ja semblava imminent l'ocupació borbònica de l'illa, un emissari de l'emperador Carles VI, l'austriacista Juan Amor de Soria, va intentar negociar a París les condicions de la rendició, que inclourien el manteniment de les "llibertats" del regne i de tota la Corona d'Aragó. Però les converses no van produir cap resultat. "Beneficiant-se de la passivitat dels britànics, ara amb els whigs al govern, els exèrcits francès i espanyol van ocupar l'illa, que va capitular el 2 de juliol". L'11 de juliol el virrei Rubí lliurava les claus de Palma al general francès François Bidal d'Asfeld, després de més de trenta dies de resistència a l'avanç de les tropes borbòniques.

## El Decret de Nova Planta del Regne de Mallorca
A diferència de l'ocorregut després de la presa austriacista de Mallorca en la qual el representant de l'Arxiduc Carles va reunir el Gran i General Consell davant el qual va confirmar «tots els privilegis, pragmàtiques, franqueses» concedits a la Ciutat i al Regne en temps de Carles II, Felip V de Borbó va promulgar un Decret de Nova Planta el 15 de novembre de 1715, similar al Decret de Nova Planta de València i d'Aragó de 1707, pel qual van quedar abolides les lleis i institucions pròpies del regne de Mallorca —cosa que no van fer els britànics a Menorca. Així, com ha assenyalat Núria Sales, "amb la Nova Planta el regne de Mallorca deixava d'existir per convertir-se en un simple títol honorífic".
El Gran i General Consell va ser abolit, i els seus poders van passar al capità general, la nova màxima autoritat a les illes amb majors atribucions que el virrei a què va substituir, i a la Reial Audiència que va suplantar la suprimida Audiència. El sistema insaculatori («de sac i sort») per a l'elecció dels càrrecs va ser suprimit i a partir de llavors serien designats pel rei o pel capità general. Així mateix, va ser suprimit el dret públic —però no el dret privat, que es va mantenir com en el Regne d'Aragó després del segon Decret de Nova Planta de 1711; el contrari del que va succeir en el Regne de València. Així mateix, Mallorca va perdre el dret a encunyar moneda pròpia.
Quant al règim local es va imposar el sistema castellà del corregidor i els regidors desapareixent la representació de l'estament popular. Així, el 1718 l'ajuntament de Palma va quedar format per 20 regidors, 16 cavallers —noblesa— i 4 ciutadans honrats, sistema que es va aplicar a la resta de municipis de l'illa. En el Cronicó de Campaner es va dir: «si bé van quedar els cavallers molt satisfets d'empunyar ells sols el govern econòmic de la Ciutat, en breu es van desenganyar veient que la seva autoritat no era com la que van tenir els Jurats». No obstant això, si bé és cert que la Reial Audiència podia suspendre qualsevol acord dels municipis, aquests tenien competències, per exemple, sobre jornals el que va permetre a la noblesa imposar-se sobre les classes populars, que no estaven representades en els municipis —al contrari del que succeïa durant l'«època foral».

## Menorca sota domini britànic
Menorca, conquerida per una esquadra anglo-holandesa el 1708 en plena Guerra de Successió Espanyola, va passar a la sobirania de la Gran Bretanya en virtut del Tractat d'Utrecht de 1713 i així va romandre al llarg del segle xviii fins a la signatura del Tractat d'Amiens de 1802, excepte durant la Guerra dels Set Anys (1756-1763) que va estar ocupada pels francesos i entre 1782 i 1797 en què va estar sota la sobirania del rei d'Espanya.
Com l'interès britànic per Menorca era estrictament militar —tenir una base naval en ple Mediterrani Occidental en el qual Maó constituïa un excel·lent port natural, per aquest motiu va passar a ser la nova capital de l'illa enfront de l'aristocràtica Ciutadella—, la Corona va mantenir les institucions i lleis pròpies de Menorca, excepte la Inquisició espanyola que va ser abolida. Així els municipis van continuar sent universitats governades pels històrics jurats que representaven als diferents estaments. A Ciutadella eren quatre: un cavaller (noble), un ciutadà (burgès), un pagès (camperol) i un menestral (artesà).

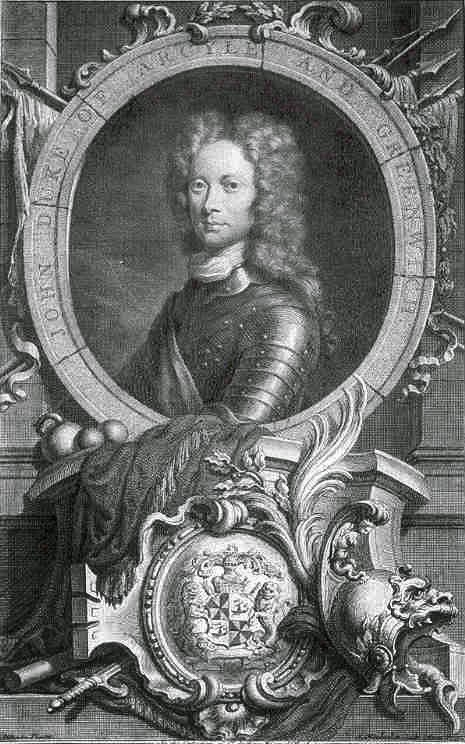
Sir Richard Kane, primer governador britànic de Menorca

La llengua pròpia va seguir sent l'oficial i d'ús públic. "Contrastava, per exemple, la Societat Maonesa de Cultura fundada el 1778 on tot es feia en català, amb la Reial Societat d'Amics del País del Regne de Mallorca fundada el mateix any a Palma que competia en zel amb la Reial Audiència i amb el bisbat en matèria de campanyes sistemàtiques d'extirpació del «dialecte mallorquí» i imposició del castellà". Això va redundar en la florida de la literatura en català a l'illa amb figures com Joan Ramis i Ramis o Antoni Febrer i Cardona fins a tal punt que alguns estudiosos han anomenat a l'últim terç del segle xviii el "període menorquí de la literatura catalana".
El primer governador britànic va ser sir Richard Kane, que va estar en el càrrec entre 1712 i 1736, i va deixar molt bon record per les mesures que va prendre com la construcció de la carretera entre Maó i Ciutadella —el «camí d'en Kane»—, el dessecament de molts aiguamolls —zones pantanoses—, o la introducció a l'illa del cultiu de la trepadella i altres plantes ferratgeres. Així mateix, la presència de la flota britànica va posar fi a les incursions dels pirates barbarescs del nord d'Àfrica, amb el que la població a partir de llavors va poder instal·lar-se a la costa sense por de ser atacada.
Quan a partir de 1802 pel Tractat d'Amiens Menorca va passar a sobirania espanyola va perdre les seves institucions d'autogovern i en el seu lloc es va imposar el centralisme a través de Palma; el català va deixar de ser la llengua oficial per ser-ho el castellà; va ser suprimida la llibertat de comerç i Maó va deixar de ser un port franc; els menorquins van perdre l'exempció de servir a l'Exèrcit i a la Marina que havien conservat, no sense dificultats, sota la dominació britànica; i en desaparèixer la flota britànica va tornar l'amenaça dels pirates barbarescs del nord d'Àfrica.